# سی (مجموعه تلویزیونی)
سی یک مجموعه انیمهٔ تلویزیونی ژاپنی محصول سال ۲۰۱۱ به تهیه‌کنندگی تاتسونکو پروداکشن است. داستان دربارهٔ کیمیمارو یوگا، دانشجوی رشتهٔ اقتصاد است که با واقعیتی جایگزین در منطقه مالی آشنا می‌شود، جایی که مردم آیندهٔ خود را در نبردها شرط‌بندی می‌کنند. اِنترها - اصطلاحی که در این مجموعه برای مبارزان استفاده می‌شود - می‌توانند با پیروزی مقادیر زیادی پول جمع‌آوری کنند، اما اگر ببازند، آینده‌شان تغییر خواهد کرد. با پیشرفت داستان، کیمیمارو کم‌کم اثرات وجود منطقهٔ مالی را در دنیای واقعی درک می‌کند.
کارگردانی این انیمه برعهدهٔ کنجی ناکامورا بود. ناکامورا تحت تأثیر ورشکستگی برادران لمان - یکی از رویدادهای کلیدی بحران مالی ۲۰۰۷–۲۰۰۸ - قرار گرفت و داستانی دربارهٔ نبردهای اقتصادی را در ذهن خود مجسم کرد. او تحت تأثیر داستان‌هایی قرار گرفت که در مصاحبه‌هایی که با افراد مرتبط با حوزهٔ اقتصاد انجام می‌داد، می‌شنید. این مجموعه با استفاده از اصطلاحات اقتصاد کلان، به اعتماد و لزوم اقدام برای تضمین آینده‌ای بهتر می‌پردازد.
منتقدان غربی، فرضیه و مفهوم اصلی سی را ستودند، هرچند از اجرای داستان و توسعهٔ شخصیت‌ها اظهار ناامیدی کردند. یکی از نگرانی‌های اصلی منتقدان این بود که داستان به سرانجام مشخصی نرسیده و روی برخی از عناصر داستانی به‌طور کامل کار نشده است. طراحی بصری اثر واکنش‌های متفاوتی دریافت کرد، اما به دلیل استفاده از گرافیک کامپیوتری سه‌بعدی به شدت مورد انتقاد قرار گرفت، در حالی که موسیقی متن آن عمدتاً مورد تحسین واقع شد. این مجموعه همچنین هم به عنوان یک مجموعهٔ اکشن خوب و هم به عنوان مجموعه‌ای که می‌تواند بحث‌های تأمل‌برانگیزی در مورد فلسفهٔ اقتصاد ایجاد کند، مورد توجه قرار گرفته است.

## بازخورد
اولین نسخه دی‌وی‌دی و بلوری سی به ترتیب ۴۶۰ و ۱۱۸۰ نسخه فروخته شد. این انیمه به خاطر مضامین و اصالتش مورد ستایش قرار گرفته، اما گاهی به دلیل اجرا و داستانش مورد انتقاد قرار می‌گیرد. اندی هنلی از شبکهٔ انیمهٔ بریتانیا نوشت که اگر این مجموعه «موفق شود به جاه‌طلبی‌ها و اهداف بلند خود دست یابد»، «یک اثر کاملاً کلاسیک» خواهد بود. بردلی میک از تی‌اچ‌ای‌ام انیمه ریویوز و کارل کیملینگر از انیمه نیوز نتورک (ای‌ان‌ان) در مورد علت این مشکل دقیق‌تر بودند و گفتند که با وجود مفاهیم منحصربه‌فرد و جالب، نویسندگی ضعیف و «تکنیک روایی کسل‌کننده و بدون خلاقیت» مانع از عملی شدن پتانسیل آن می‌شود. به همین ترتیب، لوک کارول، از ای‌ان‌ان، آن را به خاطر تلاش برای ایده‌های جدیدی که قبلاً در انیمه دیده نشده بود، ستود، اما گفت که آنها را به‌طور رضایت‌بخشی ارائه نمی‌دهد. در نقدی مثبت‌تر، ارین فینگان از اوتاکو آمریکا گفت اگرچه نتیجه‌گیری رضایت‌بخشی وجود نداشت، اما بینندگانی که به دنبال چیزی غیرمعمول هستند، آن را برای تماشا ارزشمند می‌دانند. مثبت‌ترین تحلیل توسط کریس بوریج از فندوم پست انجام شد که گفت این مجموعه «همه چیز را به خوبی به هم پیوند می‌دهد و در مورد تجربه کلی، احساس رضایت را برای شما به جا می‌گذارد.»
یکی از جنبه‌هایی که بیشتر مورد تحسین قرار گرفت، موسیقی این مجموعه بود. پیج گفت: «چیزی که می‌توانم بدون هیچ قید و شرطی ستایش کنم این است که موسیقی پس‌زمینه… خیلی خوب است". ون رنسن در جمع‌بندی نقاط قوت نمایش، به موسیقی اشاره کرد و همچنین موسیقی‌های تیتراژ آغازین و پایانی را ستود، که هوبر آنها را «بسیار عالی» نامید. کارول همچنین از موسیقی‌های تیتراژ و همچنین «موسیقی پس‌زمینهٔ غم‌انگیز آن که به خوبی با لحن مجموعه هماهنگ است» تمجید کرد؛ او از نظر صوتی آن را «یک اثر متوسط اما قوی» دانست. کیملینگر نوشت که بیشتر احساسات مجموعه از طریق «موسیقی زیبا و دلنشین عالی تاکو ایوازاکی» منتقل می‌شود. بوریج جلوه‌های صوتی آن را تحسین کرد زیرا «منظور خود را به خوبی می‌رساندند».